# Sint-Onolfspolder
De Sint-Onolfspolder is een natuurgebied in de tot de Oost-Vlaamse gemeente Dendermonde behorende plaats Appels.
Het gebied dat enkele tientallen ha omvat wordt beheerd door Natuurpunt.
Het terrein ligt langs de Schelde en vlak bij de monding van de Dender. Het bestaat uit sloten, schrale hooilanden en broekbos. Ook ligt er nog een buitendijkse zoetwatergetijdeschor.
De Sint-Onolfspolder is van belang voor de vogels, zoals bosrietzanger en blauwborst. In de winter zijn er veel watervogels zoals tafeleend, smient, brilduiker, bergeend, wintertaling, fuut en nonnetje.
Het gebied is toegankelijk voor wandelaars.